# Хлев

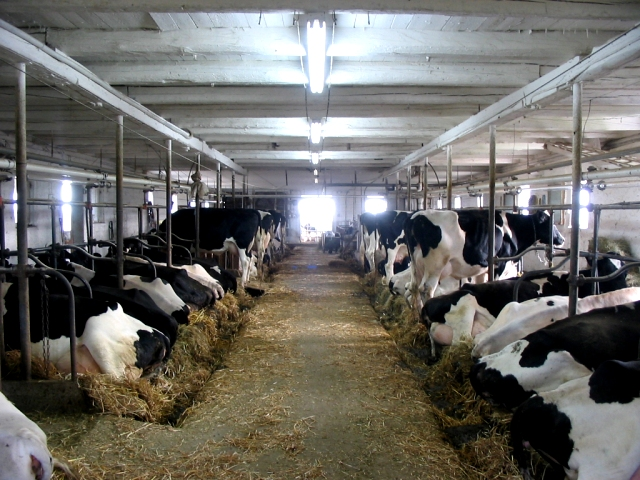
Хлев

Хлев — крытое помещение для крупного и малого скота, а также домашней птицы, использующийся для защиты животных от погодных условий. 

## Функции
Хлев используется для защиты скота от неблагоприятных условий окружающей среды. В зимнее время животные большую часть времени проводят в хлеву.

## Устройство
Хлев оборудован для эффективного и удолетворительного содержания скотины (кормушки, поилки...), а так же для поддержания комфортной температуры в холодное время года. 